# Jastrzębia Góra (Wysoczyzna Elbląska)
Jastrzębia Góra – wzniesienie o wysokości 163,1 m n.p.m. na Wysoczyźnie Elbląskiej, położone w woj. warmińsko-mazurskim, w powiecie elbląskim, na obszarze administracyjnym miasta Elbląga. Wzniesienie znajduje się na terenie tzw. Parku Krajobrazowego Wysoczyzny Elbląskiej.
Niemieckie mapy podają wysokość wzniesienia wynoszącą 163,1 m n.p.m., zaś według zarządzenia zmieniającego nazwę wysokość wzniesienia wynosi 163 m n.p.m.

Nazwę Jastrzębia Góra wprowadzono w 1958 roku zastępując niemiecką nazwę "Kirchsteig Berg".
Na południe od wzniesienia w odległości ok. 1,5 km znajduje się wieś Jagodnik.